# Сулейманов, Абдусаттар
Абдусаттар Сулейманов — советский узбекистанский хозяйственный деятель, Герой Социалистического Труда.

## Биография
Родился в 1940 году на территории современного Пайарыкского района Самаркандской области. Член КПСС с 1963 года.
В 1956—1991 — тракторист, звеньевой механизированного звена совхоза имени Пятилетия Узбекской ССР Галабинского района Ташкентской области.
Делегат XXIV съезда КПСС.
Указом Президиума Верховного Совета СССР от 6 марта 1980 года присвоено звание Героя Социалистического Труда с вручением ордена Ленина и золотой медали «Серп и Молот».
Жил в Галабе.

## Награды и звания
- Герой Социалистического Труда (06.03.1980)
- Орден Ленина (14.12.1972, 06.03.1980)